# 치환 암호
암호학에서 치환 암호(置換暗號, substitution cipher)는 일정한 법칙에 따라 평문(平文, plaintext)의 문자 단위를 다른 문자 단위로 치환하는 암호화 방식이다. 여기서 '단위'는 반드시 하나의 문자에 대응할 필요는 없고, 하나의 비트일 수도 있고 한 문자일 수도 있고 여러 문자의 덩어리일 수도 있다.

## 간단한 예
간단한 암호화 방법으로 알파벳에서 각 문자를 다음 문자로 치환하는 방법이 있다. 즉, a는 b로, b는 c로, c는 d로, …, 마지막으로 z는 a로 치환한다. 물론 이 방법은 깨지기 쉽다. 이 방법을 사용하면 "Hello my name is Bob."이 "Ifmmp nz obnf jt Cpc."로 암호화된다. 이 때 시저 암호라고 부른다.

## 같이 보기
- 고전 암호
- 카이사르 암호